# Ixtlahuacán del Río
Ixtlahuacán del Río é um município do estado de Jalisco, no México.
Em 2005, o município possuía um total de 18.157 habitantes.